# Hall of Fame Tennis Championships 1987
L'Hall of Fame Tennis Championships 1987 è stato un torneo di tennis giocato sull'erba dell'International Tennis Hall of Fame di Newport negli Stati Uniti. È stata la 12ª edizione del torneo che fa parte del Nabisco Grand Prix 1987 e del Virginia Slims World Championship Series 1987. Il torneo si è giocato dal 6 al 12 luglio 1987.

## Campioni

### Singolare maschile
Dan Goldie ha battuto in finale  Sammy Giammalva Jr. con il punteggio di 6–7, 6–4, 6–4

### Doppio maschile
Dan Goldie /  Larry Scott hanno battuto in finale  Chip Hooper /  Mike Leach con il punteggio di 1–6, 6–3, 7–5

### Singolare femminile
Pam Shriver ha battuto in finale  Wendy White con il punteggio di 6–2, 6–4

### Doppio femminile
Gigi Fernández /  Lori McNeil hanno battuto in finale  Anne Hobbs /  Kathy Jordan con il punteggio di 7–6, 7–5